# Medienprojekt Wuppertal
Das Medienprojekt Wuppertal e.V. ist eine medienpädagogische Jugendfilmeinrichtung in Wuppertal mit Schwerpunkt auf dem Dokumentarfilm.

## Beschreibung
Das Medienprojekt Wuppertal konzipiert und realisiert seit 1992 Modellprojekte aktiver Jugendvideoarbeit unter dem Motto »der bestmögliche Film für das größtmögliche Publikum«. Jugendliche und junge Erwachsene im Alter von 14 bis 28 Jahren (Schwerpunkt 16–20 Jahre) werden (im Rahmen von pädagogischen Institutionen oder frei organisiert) hier nach dem Prinzip »learning by doing« produktorientiert bei ihren Filmproduktionen unterstützt.
Die entstandenen Kurzfilme werden im Kino präsentiert und teilweise auf YouTube veröffentlicht und als Bildungs- und Aufklärungsmittel über den eigenen Verlag bundesweit (und darüber hinaus) vertrieben. Die Filme erreichen so mehrere hunderttausend Zuschauer. Aufgrund ihrer professionellen Form und ihrer authentischen, inhaltlichen Dichte sind die Wuppertaler Filme die meistgesehenen Jugendvideoproduktionen bundesweit.
Die jungen Filmemacher produzieren hier privat in Freundesgruppen, der Großteil filmt im Rahmen von Schulprojekten, Jugendtreffs, Vereinen und Beratungsstellen. Die Gruppen werden, soweit notwendig, von professionellen Filmemacher und Medienpädagogen aus der Region angeleitet. Im Rahmen der Arbeit des Medienprojektes werden jedes Jahr mehr als 100 Filme von ca. 1.000 aktiven Teilnehmern produziert.
Im Regelfall wird mit homogenen Gruppen eines Alters gearbeitet, wobei sich eine Mischung von Geschlecht, ethnischer Herkunft, Bildungsgrad, sozialem Status, Peergroup-Zugehörigkeit oder Subkultur natürlich in den Gruppen, themenbezogen oder zwischen den Gruppen vollzieht. Durch die gemeinsame Präsentation einer größeren Anzahl von Kurzfilmen verschiedener Genres, Themen und Produktionsgruppen in den Kinopremieren wird in einem heterogenen Publikum eine Auseinandersetzung mit den Ideen und Gedanken anderer Jugendlicher erreicht und der eigene Film durch die gemeinsame Rezeption reflektiert. Zur Reflexion der eigenen sexuellen oder kulturellen Identität wird regelmäßig in geschlechtsspezifischen oder ethnisch-homogenen Projekten gearbeitet.
Alle Projekte dienen der aktiven Medienerziehung und dem kreativen Ausdruck jugendlicher Ästhetiken, Meinungen und Lebensinhalte. Die Schwerpunktthemen, die Jugendliche immer wieder in ihren Videos wählen, sind Sexualität, Gewalt, Sucht, Psychosoziales, Tod und politische Themen. Die dokumentarischen Filmprojekte sollen den Jugendlichen eine Möglichkeit zur breiten medialen Artikulation mittels selbstproduzierter Filme gegenüber anderen Jugendlichen geben (Konzept: Peer-Involvement).
Die Filme haben vier Wirkungsebenen:
- Biografische Reflexion, Auseinandersetzung und Artikulationsmöglichkeit für die jungen Filmemacher als Subjekt und zugleich Objekt der Filme. Schaffung von Handlungs- und Medienkompetenz
- Aufklärung und Reflexion durch thematische Auseinandersetzung bei jugendlichen Rezipienten
- Informierung von pädagogischen, politischen und medialen Multiplikatoren;
- politische, gesellschaftliche und persönliche Interessenvertretung gegenüber Erwachsenen

Die Filme werden regelmäßig im Fernsehen gesendet. Die in Wuppertal entworfenen Modellkonzepte wurden in den letzten Jahren in vielen anderen Städten aufgegriffen und angewandt.

## Kreative Standbeine
Die Kreative Standbeine des Medienprojekts sind:
- Das alle zwei Monate erscheinende Jugendfilmmagazin »borderline«
- Der regelmäßig im Herbst stattfindende Filmworkshop »NoClip« - jedes Jahr mit einem neuen Thema
- Thematische Filmworkshops, zum Beispiel Queer geliebt 1+2 (2018/2019) zum Thema LSBTIQ
- Doku-Soaps
- Thematische Dokumentationen
- Internationale Videoprojekte

## Auszeichnungen
Die Filme des Medienprojekts erreichten in den letzten Jahren Preisträgerschaften bei allen wesentlichen regionalen, bundesweiten und europäischen Jugendvideofestivals.
Auszeichnungen (Auswahl):
- Deutscher Jugendfilmpreis 2015 / 2013 / 2010 / 2005–2008 / 2001–2003 / 1991–1998 / 2019
- Deutscher Menschenrechtspreis 2018 (Kategorie Amateure), 2006 (2. Preis)
- IDEALE-Kurzfilmfestival 2018, Preis beste Gruppenarbeit
- Kulturpreis der Stadt Wuppertal (Förderpreis)
- FiSh-Filmfestival 2017, BDFA Silber
- Blicke Filmfestival des Ruhrgebiets 2017 Gender-Preis, Publikumspreis
- Filmfestival Drehmomente 2017, 1. Preis
- Young-Europe-Award 2016 des Landes NRW (1. Preis)
- Schmerzpreis NRW 2014
- Nationaler Bürgermedienpreis Bennohaus Münster, 3. Preis
- Silver-Screen, Europäisches Filmfestival der Generationen 2012
- Wettbewerb NRW denkt nachhaltig 2011
- International Citizen Media Award 2011 (2. Preis)
- Kultur prägt 2010 Wettbewerb des Landes NRW (Auszeichnung)
- Jugendkulturpreis NRW 2010 (2. Preis) / 2008 / 2004 (1. Preis)
- Video der Generationen 2012 / 2009 / 2008 / 2007
- Wettbewerb »Aktiv für Demokratie und Toleranz« 2002 und 2008
- Deutscher Nachwuchsfilmpreis 2007
- Europaratspreis »Young active Citizens« 2007
- Internationale Kurzfilmtage Oberhausen 2007
- Erasmus-Euro-Media-Siegel 2006
- Initiativenpreis 2005 »Gegen die Wand« (1. Preis)• Festival für junge Politik – Berlin 2005 (2. Preis)
- Bundeswettbewerb »Begegnung Osteuropa« 2005
- Feminale, internationales     Frauen-Film-Festival Köln 2004
- Jana International film festival for Youth 2004     Beirut / Libanon
- Festival International de Cinema ›Du Grains à     Démoudre‹ Frankreich 03
- Medienpädagogischer     Dieter-Baacke-Preis 2003 (1. Preis), 2001 (2. Preis)
- Kasseler     Dokumentarfilm- und Videofest 2003
- Up and Coming. Filmfestival Hannover 2003
- Video-Filmtage, Medienpädagogischer Hauptpreis 2013• Video-Film-Tage Thüringen /  Rheinland-Pfalz 2002 (2 Sonderpreise)
- Wettbewerb zur Integration von Zuwanderern 2002
- Auf den Spuren der Kulturen 2002 (1. Preis)
- Europäischer CIVIS-Preis 2000
- Internationales Jugendfilmfestival Australien, Sydney 2000
- 12th Paris Lesbian Film Festival 2000
- EXPO Weltausstellung Hannover 2000